# Mildred Dresselhaus
Mildred Dresselhaus, nata Mildred Spiewak (Brooklyn, 11 novembre 1930 – Boston, 20 febbraio 2017), è stata una fisica statunitense, nota come "regina della scienza del carbonio", professoressa di fisica e ingegneria elettronica (emerita) al Massachusetts Institute of Technology..

## Biografia
Dresselhaus si è diplomata all'Hunter College High School, poi ha studiato all'Hunter College di New York, e alla Università di Cambridge, grazie ad una borsa Fulbright e alla Università di Harvard. Si è dottorata all'Università di Chicago nel 1958. In seguito ha trascorso due anni come postdoc alla Cornell University, prima di trasferirsi al Lincoln Lab. Nel 1967 divenne professoressa invitata di ingegneria elettronica presso il MIT, tenured faculty member nel 1968, e professoressa di fisica nel 1983. Nel 1985 fu promossa institute professor - la prima donna ad ottenere questo titolo al MIT.
Dresselhaus ha vinto la National Medal of Science nel 1990 per il suo lavoro sulle proprietà elettroniche dei materiale e per aver ampliato le opportunità delle donne nella scienza e nell'ingegneria, e nel 2005 fu premiata con il Premio Heinz nella categoria "Technology, the Economy and Employment". Ha ottenuto la Medaglia Oersted nel 2008 e la IEEE Medal of Honor nel 2015.
Dal 2000 al 2001 è stata direttrice dell'"Office of Science" al Dipartimento dell'Energia degli U.S.A. Dal 2003 al 2008 ha presieduto il comitato direttivo del American Institute of Physics. Ha avuto anche la carica di presidente dell'American Physical Society, presidente della American Association for the Advancement of Science, e tesoriera dell'National Academy of Sciences. Dresselhaus si è impegnata a lungo per sostenere le attività volte a promuovere la partecipazione delle donne nella fisica.

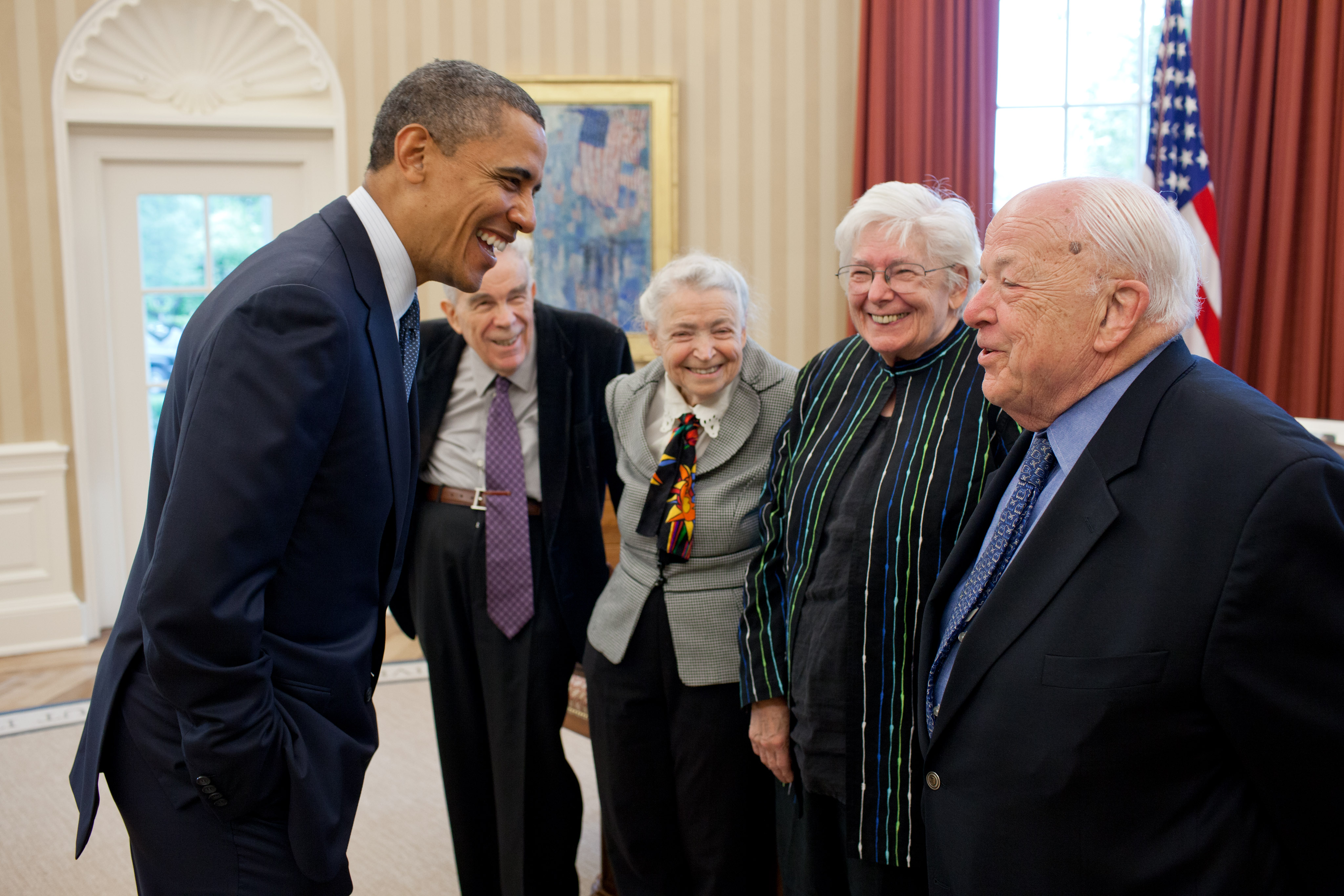
Il presidente Barack Obama con Mildred S. Dresselhaus (terza da destra) e Burton Richter (primo a destra) il 7 maggio 2012.

In un articolo del Dipartimento dell'energia dell'11 gennaio 2012, il presidente Barack Obama ha annunciato la vittoria di Mildred Dresselhaus del Premio Enrico Fermi, insieme con Burton Richter. Il 31 maggio 2012 Dresselhaus ha vinto il Kavli Prize "per i suoi contributi pionieristici allo studio dei fononi, dell'interazione elettrone-fonone, e del trasporto termico nelle nanostrutture."
Nel 2010 Dresselhaus ha vinto il premio dell'ACS per l'incoraggiamento delle donne alla carriera nelle scienza chimiche.
Nel 2014 è stata premiata con la Medaglia presidenziale della libertà.
È sposata con Gene Dresselhaus (1929-2021), un noto fisico teorico, ed ha quattro figli e molti nipoti.

## Interessi scientifici
Dresselhaus è conosciuta in particolare per i suoi studi sulla grafite, sui composti di intercalazione della grafite, sul fullerene e i nanotubi di carbonio, e sulla termoelettricità nei sistemi a bassa dimensionalità. Il suo gruppo ha studiato la struttura elettronica a bande, lpo scattering Raman e la fotofisica delle nanostrutture di carbonio. Con Dresselhaus hanno studiato importanti scienziati e scienziate dei materiali come Deborah Chung e fisici come Nai-Chang Yeh, Greg Timp, Mansour Shayegan, James S. Speck, Lourdes Salamanca Riba, e Ahmet Erbil.

Ci sono molte teorie fisiche che hanno preso il nome da Dresselhaus. Il modello Hicks-Dresselhaus (da L. D. Hicks e Dresselhaus) è stato il primo modello elementare per la termoelettricità a bassa dimensionalità, ed ha iniziato un nuovo campo di ricerca. Il modello SFDD (da Riichiro Saito, Mitsutaka Fujita, Gene Dresselhaus, and Mildred Dresselhaus) è stato il primo a predire la struttura a bande dei nanotubi di carbonio. La teoria di Tang-Dresselhaus (da Shuang Tang e Dresselhaus) ha introdotto un metodo per studiare sistemi a bassa dimensionalità con piccola gap, ed è stata anche la prima teoria sulla costruzione di materiali con "coni di Dirac", e comprendeva materiali con uno, due o tre coni, quasi-coni di Dirac, semi-coni e "coni esatti". L'effetto Rashba-Dresselhaus, nell'Interazione spin-orbita, prende il nome dal marito di Mildred, Gene Dresselhaus.

## Onorificenze e premi
- Dottorato onorario dall'ETH Zurich, 2015[16]
- Medaglia d'onore dell'IEEE, 2015 (prima donna a vincere il premio)
- Medaglia presidenziale della libertà, 2014.[17]
- Dottorato onorario, The Hong Kong Polytechnic University, 2013[18]
- Arthur R. von Hippel Award, Materials Research Society, 2013[19]
- Kavli Prize in Nanoscience, 2012
- Premio Enrico Fermi, 2012
- Vannevar Bush Award, 2009
- ACS Award for Encouraging Women into Careers in the Chemical Sciences, 2009
- Oliver E. Buckley Condensed Matter Prize, American Physical Society, 2008
- Oersted Medal, 2007
- L'Oréal-UNESCO Awards for Women in Science, 2007
- Heinz Award for Technology, the Economy and Employment, 2005
- IEEE Founders Medal Recipients, 2004
- Karl Taylor Compton Medal for Leadership in Physics, American Institute of Physics, 2001
- Medal of Achievement in Carbon Science and Technology, American Carbon Society, 2001
- Membro onorario dell'istituto Ioffe, Accademia delle scienze russa, San Pietroburgo, 2000
- National Materials Advancement Award of the Federation of Materials Societies, 2000
- Dottorato onorario dalla Università Cattolica di Lovanio, Belgio, 2000
- Nicholson Medal, American Physical Society, marzo 2000
- Weizmann Institute's Millennial Lifetime Achievement Award, 2000
- SGL Carbon Award, American Carbon Society, 1997
- National Medal of Science, 1990

## Pubblicazioni scelte
- Dresselhaus, M. S.; et.al. "Analysis of Picosecond Pulsed Laser Melted Graphite", Massachusetts Institute of Technology, Harvard University, Los Alamos National Laboratory, United States Department of Energy, (December 1986).
- Dresselhaus, M. S.; et.al. "The Transport Properties of Activated Carbon Fibers", Lawrence Livermore National Laboratory, United States Department of Energy, (July 1990).
- Dresselhaus, M. S.; et.al. "Photoconductivity of Activated Carbon Fibers", Lawrence Livermore National Laboratory, United States Department of Energy, (August 1990).
- Dresselhaus, M. S.; et.al. "Synthesis and Evaluation of Single Layer, Bilayer, and Multilayer Thermoelectric Thin Films", Lawrence Livermore National Laboratory, United States Department of Energy, (January 20, 1995).
- M. S. Dresselhaus and P. C. Eklund, Phonons in carbon nanotubes (PDF), in Advances in Physics, vol. 49, n. 6, 2000,  p. 705, Bibcode:2000AdPhy..49..705D, DOI:10.1080/000187300413184 (archiviato dall'url originale il 9 gennaio 2007).
- M. S. Dresselhaus, G. Samsonidze, S. G. Chou, G. Dresselhaus, J. Jiang, R. Saito, and A. Jorio, Recent Advances in Carbon Nanotube Photo-physics (PDF) (archiviato dall'url originale il 2 luglio 2006).
- M. S. Dresselhaus and G. Dresselhaus, Intercalation Compounds of Graphite (PDF), in Advances in Physics, vol. 51, n. 1, 2002,  p. 1, Bibcode:2002AdPhy..51....1D, DOI:10.1080/00018730110113644 (archiviato dall'url originale il 9 gennaio 2007).
- M. S. Dresselhaus, Big Opportunities for Small Objects (PDF), in Materials Today Magazine, vol. 5, n. 11, 2004,  p. 48, DOI:10.1016/S1369-7021(02)01164-1 (archiviato dall'url originale il 9 gennaio 2007).
- M. S. Dresselhaus, G. Dresselhaus and A. Jorio, Unusual Properties and Structures of Carbon Nanotubes (PDF), in Annual Review of Materials Research, vol. 34, n. 1, 2004,  p. 247, Bibcode:2004AnRMS..34..247D, DOI:10.1146/annurev.matsci.34.040203.114607 (archiviato dall'url originale l'11 gennaio 2006).
- M. S. Dresselhaus, G. Dresselhaus, R. Saito and A. Jorio, Raman Spectroscopy of Carbon Nanotubes (PDF), in Physics Reports, vol. 409, n. 2, 2005,  p. 47, Bibcode:2005PhR...409...47D, DOI:10.1016/j.physrep.2004.10.006 (archiviato dall'url originale il 9 gennaio 2007).
- M. S. Dresselhaus and H. Dai, Carbon Nanotubes: Continued Innovations and Challenges, in MRS Bulletin, vol. 29, 2004,  p. 237, DOI:10.1557/mrs2004.74.
- J. Heremans and M. S. Dresselhaus, Low Dimensional Thermoelectricity (PDF), in CRC Handbook - Molecular and Nano-electronics: Concepts, Challenges, and Designs, 2005 (archiviato dall'url originale il 9 gennaio 2007).
- M. S. Dresselhaus, R. Saito and A. Jorio, Semiconducting Carbon Nanotubes (PDF), in Proceedings of ICPS-27, 2004 (archiviato dall'url originale il 9 gennaio 2007).
- S. G. Chou, F. Plentz-Filho, J. Jiang, R. Saito, D. Nezich, H. B. Ribeiro, A. Jorio, M. A. Pimenta, G. Samsonidze, A. P. Santos, M. Zheng, G. B. Onoa, E. D. Semke, G. Dresselhaus and M. S. Dresselhaus, Photo-excited Electron Relaxation Process Observed in Photoluminescence Spectroscopy of DNA-wrapped Carbon Nanotube, in Physical Review Letters, vol. 94, n. 12, 2005,  p. 127402, Bibcode:2005PhRvL..94l7402C, DOI:10.1103/PhysRevLett.94.127402.
- M. S. Dresselhaus, Nanotubes: a step in synthesis, in Nature Materials, vol. 3, n. 10, 2004,  pp. 665-6, Bibcode:2004NatMa...3..665D, DOI:10.1038/nmat1232, PMID 15467687.
- M. S. Dresselhaus, Applied Physics: Nanotube Antennas, in Nature Materials, vol. 432, n. 7020, 2004,  pp. 959-60, Bibcode:2004Natur.432..959D, DOI:10.1038/432959a, PMID 15616541.
- S. B. Fagan, A. G. Souza-Filho, J. Mendes-Filho, P. Corio and M. S. Dresselhaus, Electronic Properties of Ag- and CrO3-filled Single-wall Carbon Nanotubes (PDF), in Chemical Physics Letters, vol. 406, n. 1-3, 2005,  p. 54, Bibcode:2005CPL...406...54F, DOI:10.1016/j.cplett.2005.02.091 (archiviato dall'url originale il 9 gennaio 2007).
- Y. A. Kim, H. Muramatsu, T. Hayashi, M. Endo, M. Terrones and M. S. Dresselhaus, Thermal Stability and Structural Changes of Double-walled Carbon Nanotubes by Heat Treatment (PDF), in Chemical Physics Letters, vol. 398, n. 1-3, 2004,  p. 87, Bibcode:2004CPL...398...87K, DOI:10.1016/j.cplett.2004.09.024 (archiviato dall'url originale il 9 gennaio 2007).
- G. Samsonidze, R. Saito, N. Kobayashi, A. Gruneis, J. Jiang, A. Jorio, S. G. Chou, G. Dresselhaus and M. S. Dresselhaus, Family Behavior of the Optical Transition Energies in Single-wall Carbon Nanotubes of Smaller Diameters (PDF), in Applied Physics Letters, vol. 85, n. 23, 2004,  p. 5703, Bibcode:2004ApPhL..85.5703S, DOI:10.1063/1.1829160 (archiviato dall'url originale l'11 gennaio 2006).
- S. G. Chou, H. B. Ribeiro, E. Barros, A. P. Santos, D. Nezich, G. Samsonidze, C. Fantini, M. A. Pimenta, A. Jorio, F. Pletz-Filho, M. S. Dresselhaus, G. Dresselhaus, R. Saito, M. Zheng, G. B. Onoa, E. D. Semke, A. K. Swan, B. B. Goldberg and M. S. Unlu, Optical Characterization of DNA-wrapped Carbon Nanotube Hybrids (PDF), in Chemical Physics Letters, vol. 397, n. 4-6, 2004,  p. 296, Bibcode:2004CPL...397..296C, DOI:10.1016/j.cplett.2004.08.117 (archiviato dall'url originale l'11 gennaio 2006).
- E. I. Rogacheva, O. N. Nashchekina, A. V. Meriuts, S. G. Lyubchenko, O. Vekhov, M. S. Dresselhaus and G. Dresselhaus, Quantum Size Effects in PbTe/SnTe/PbTe Heterostructures, in Applied Physics Letters, vol. 86, n. 6, 2005,  p. 063103, Bibcode:2005ApPhL..86f3103R, DOI:10.1063/1.1862338.
- H. Son, Y. Hori, S. G. Chou, D. Nezich, G. Samsonidze, E. Barros, G. Dresselhaus, M. S. Dresselhaus, Environment Effects on the Raman Spectra of Individual Single-wall Carbon Nanotubes: Suspended and Grown on Polycrystalline Silicon (PDF), in Applied Physics Letters, vol. 85, n. 20, 2004,  p. 4744, Bibcode:2004ApPhL..85.4744S, DOI:10.1063/1.1818739 (archiviato dall'url originale il 9 gennaio 2007).
- C. Fantini, A. Jorio, M. Souza, A. J. Mai Jr., M. S. Strano, M. A. Pimenta and M. S. Dresselhaus, Optical Transition Energies and Radial Breathing Modes for HiPco Carbon Nanotubes from Raman Spectroscopy (PDF), in Physical Review Letters, vol. 93, n. 14, 2004,  p. 147406, Bibcode:2004PhRvL..93n7406F, DOI:10.1103/PhysRevLett.93.147406, PMID 15524844 (archiviato dall'url originale il 9 gennaio 2007).
- S. B. Cronin, A. K. Swan, M. S. Unlu, B. B. Goldberg, M. S. Dresselhaus and M. Tinkham, Measuring Uniaxial Strain in Individual Single-wall Carbon Nanotubes: Resonance Raman Spectra of AFM Modified SWNTs (PDF), in Physical Review Letters, vol. 93, n. 16, 2004,  p. 167401, Bibcode:2004PhRvL..93p7401C, DOI:10.1103/PhysRevLett.93.167401 (archiviato dall'url originale l'11 gennaio 2006).
- Dresselhaus, M. S.; et.al. "Iron-Doped Carbon Aerogels: Novel Porous Substrates for Direct Growth of Carbon Nanotubes", Lawrence Livermore National Laboratory, United States Department of Energy, (February 20, 2007).